# Steinstraße 30 (Helmarshausen)

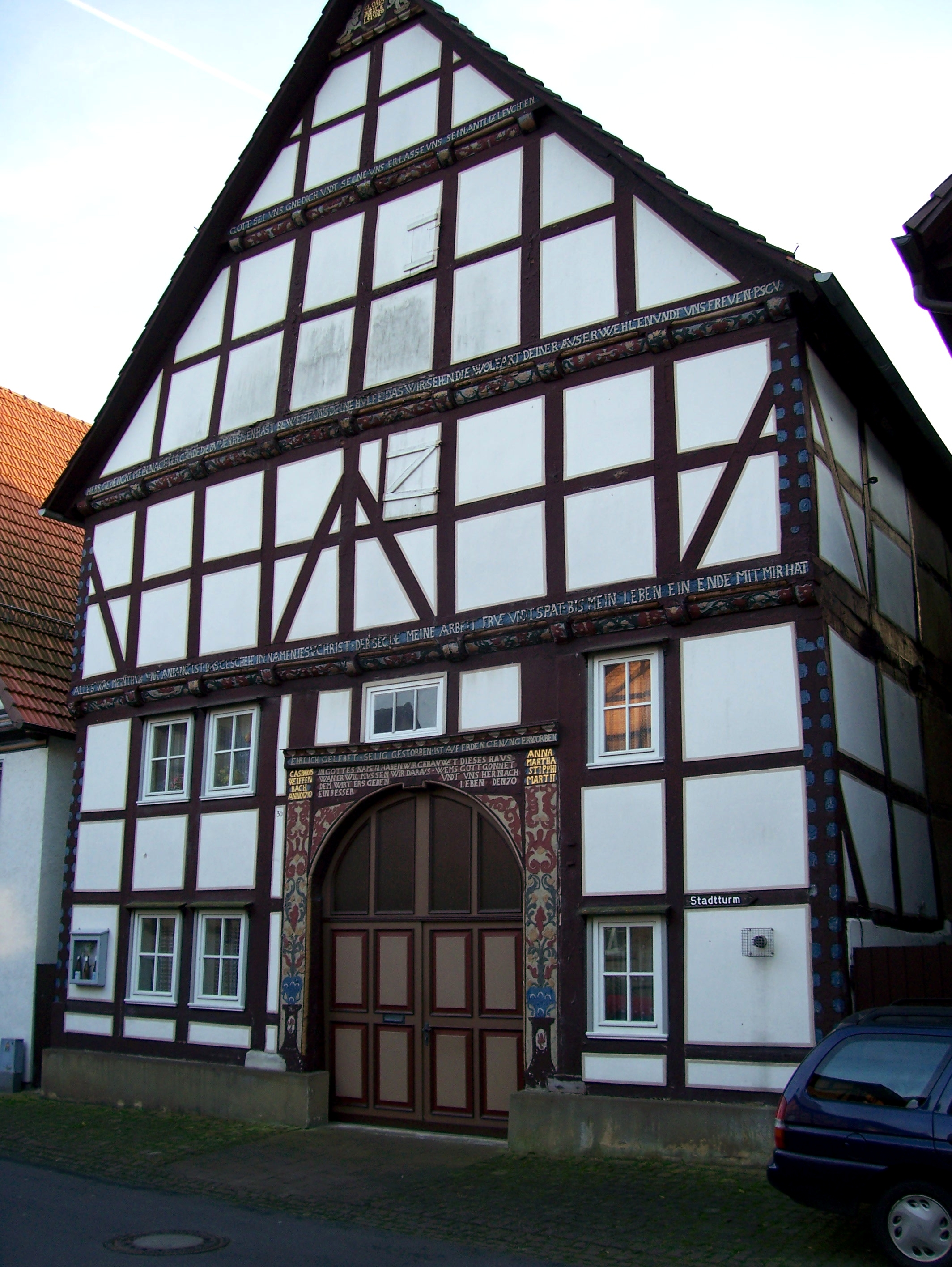
Fachwerkhaus Steinstraße 30 in Helmarshausen

Das Gebäude Steinstraße 30 in Helmarshausen, einem Stadtteil von Bad Karlshafen im nordhessischen Landkreis Kassel, wurde 1710 erbaut. Das Fachwerkhaus ist ein geschütztes Kulturdenkmal.
Der dreigeschossige Ständerbau ist ein Längsdielenhaus mit Speicherobergeschoss und Stockwerkbauweise. Die Eckständer sind mit Beschlagwerkornament geschmückt. Das Rähmgeschoß hat einen profilierten Geschossüberstand und eine Inschrift auf dem Schwellbalken, das Giebeldreieck ist zweigeteilt. 
Der rundbogige Torrahmen mit Inschrift hat ein Abdeckgesims und figürliche Rankenornamente.